# Поклонна (платформа)
Поклонна (рос. Поклонная) (раніше — Москва-Сортувальна-Київська) — пасажирський залізничний зупинний пункт Київського напрямку Московської залізниці та лінії  МЦД-4. Розташований у районах Дорогомилово та Раменки Західного адміністративного округу Москви, за 4 км від станції Москва-Пасажирська-Київська. Підпорядкований Московсько-Смоленському центру організації роботи залізничних станцій — ДЦС-3 Московської дирекції управління рухом.

## Історія
Відкритий у 1929 році під назвою Москва-Сортувальна, у 2021 році перейменований на сучасну назву — Поклонна.

## Опис
Зупинний пункт має дві острівні пасажирські платформи, сполучені між собою та з виходом до вулиці Братів Фонченко наземним перехідним мостом. Турнікети не встановлені, на платформах є термінали попереднього проїзного документа..
У 3-5 хвилинах ходьби від зупинного пункту знаходиться Музей Перемоги та Кутузовський проспект, трохи подалі — Тріумфальна арка

## Пересадка
З платформи Поелонна є можливість здійснити пересадку на станцію метро   «Парк Перемоги».